# Herb Vigran
Herbert « Herb » Vigran, né le 5 juin 1910 à Cincinnati (Ohio) et mort le 29 novembre 1986 à Los Angeles (Californie), est un acteur américain.

## Biographie
Herb Vigran entame au théâtre sa carrière d'acteur et joue notamment à Broadway (New York) dans trois pièces, Achilles Had a Heel de Martin Flavin (1935, avec Walter Hampden et Sylvia Field), Cyrano de Bergerac d'Edmond Rostand (1936, avec Walter Hampden dans le rôle-titre et Katherine Warren) et enfin Having Wonderful Time d'Arthur Kober (1937-1938, avec Sheldon Leonard et Cornel Wilde).
Au cinéma, il contribue à cent-quatre-vingt films américains (comme second rôle, souvent de policier, parfois non crédité), les deux premiers sortis en 1934. Il tient son ultime rôle à l'écran dans le film à sketches Cheeseburger film sandwich (segment Reckless Youth de Joe Dante, avec Carrie Fisher et Paul Bartel), sorti le 18 septembre 1987, près d'un an après sa mort (en 1986), à 76 ans.
Parmi ses films notables dans l'intervalle, mentionnons Rendez-vous à minuit de Lewis Seiler (1940, avec Ann Sheridan et Humphrey Bogart), La Star de Stuart Heisler (1952, avec Bette Davis et Sterling Hayden), Le Fantôme de Barbe-Noire (1968, avec Peter Ustinov et Dean Jones) et Le Nouvel Amour de Coccinelle (1974, avec Helen Hayes et Ken Berry), tous deux réalisés par Robert Stevenson, ou encore First Monday in October de Ronald Neame (1981, avec Walter Matthau et Jill Clayburgh).
À la télévision américaine, il collabore à cent-quatre-vingt-treize séries (notamment de western) à partir de 1950, dont Badge 714 (onze épisodes, 1952-1959), Bonanza (quatre épisodes, 1960-1967), Ma sorcière bien-aimée (cinq épisodes, 1966-1972), Gunsmoke (onze épisodes, 1970-1975) et Dallas (un épisode, 1982). Sa dernière série est Les Enquêtes de Remington Steele (un épisode, 1985). 
S'ajoutent neuf téléfilms, le premier diffusé en 1956 ; le dernier est Mari par correspondance (en) de Marvin J. Chomsky (1982, avec Valerie Bertinelli et Ted Wass).
Notons aussi qu'il prête sa voix à plusieurs films ou séries d'animation, dont le film Le Petit Monde de Charlotte de Charles A. Nichols et Iwao Takamoto (1973) et les séries Les Aventures de Gulliver (treize épisodes, 1968-1969) et Shirt Tales (intégrale en vingt-trois épisodes, 1982-1983).
Enfin, également acteur à la radio à partir de 1939, il joue notamment dans la série radiophonique Papa a raison entre 1949 et 1953 (puis dans un épisode en 1955 de son adaptation en série télévisée sous le même titre).

## Théâtre à Broadway (intégrale)
- 1935 : Achilles Had a Heel de Martin Flavin, production et mise en scène de Walter Hampden : Monkey
- 1936 : Cyrano de Bergerac d'Edmond Rostand, adaptation de Brian Hooker : un cavalier
- 1937-1938 : Having Wonderful Time d'Arthur Kober, production et mise en scène de Marc Connelly : Honeymooner / Pinkie Aaronson (remplacement)

## Filmographie partielle

### Cinéma

#### Années 1930
- 1934 : Pirates modernes (en) (Happy Landing) de Robert N. Bradbury : un opérateur radio
- 1935 : La Joyeuse Aventure (Ladies Crave Excitement) de Nick Grinde : Harry
- 1935 : Une femme à bord (en) (Vagabond Lady) de Sam Taylor : Edgar

#### Années 1940

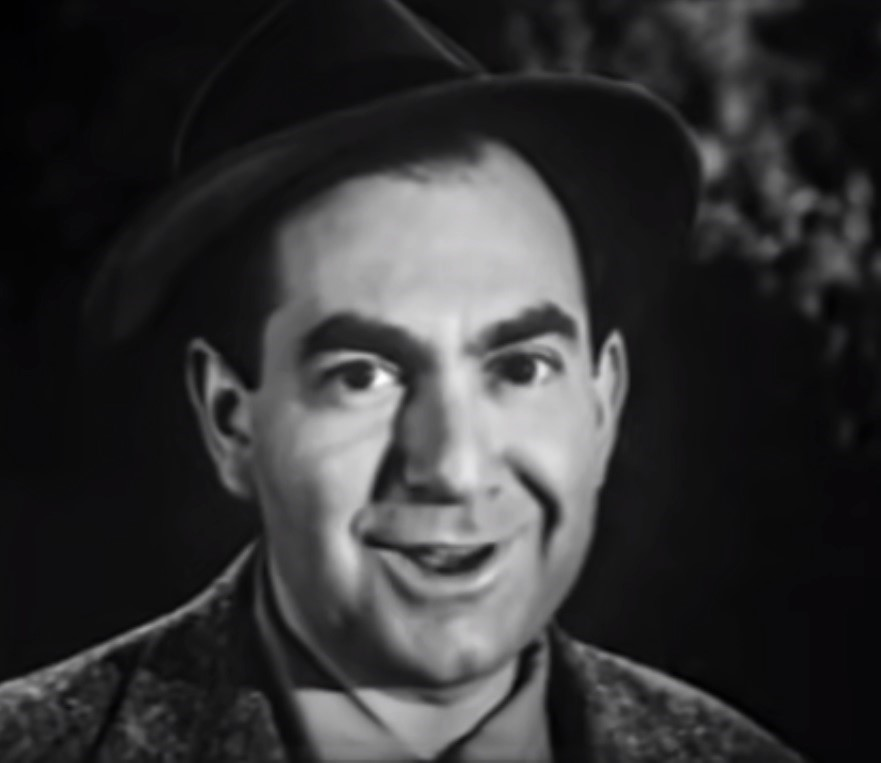
Dans Murder by Invitation (1941)

- 1940 : Two Girls on Broadway de S. Sylvan Simon : un journaliste
- 1940 : Rendez-vous à minuit (It All Came True) de Lewis Seiler : Monks
- 1941 : New York Town de Charles Vidor : Barker
- 1941 : Redhead d'Edward L. Cahn : un gérant de nightclub
- 1941 : Murder by Invitation (en) de Phil Rosen : Eddie, le photographe
- 1942 : Qui perd gagne (Rings on Her Fingers) de Rouben Mamoulian : un chauffeur de taxi
- 1943 : Le Vaisseau fantôme (The Ghost Ship) de Mark Robson : l'ingénieur en chef
- 1943 : Rosie l'endiablée (Sweet Rosie O'Grady) d'Irving Cummings : un photographe
- 1947 : Monsieur Verdoux de Charlie Chaplin : un journaliste
- 1948 : Trente-six Heures à vivre (The Noose Hangs High) de Charles Barton : un voleur
- 1948 : Ils étaient tous mes fils (All My Sons) d'Irving Reis : Wertheimer
- 1948 : L'Archange de Brooklyn (Texas, Brooklyn and Heaven) de William Castle : un voyageur dans le métro
- 1949 : La Maison des étrangers (House of Strangers) de Joseph L. Mankiewicz : un homme avec Gino
- 1949 : La Rue de la mort (Side Street) d'Anthony Mann : un photographe

#### Années 1950

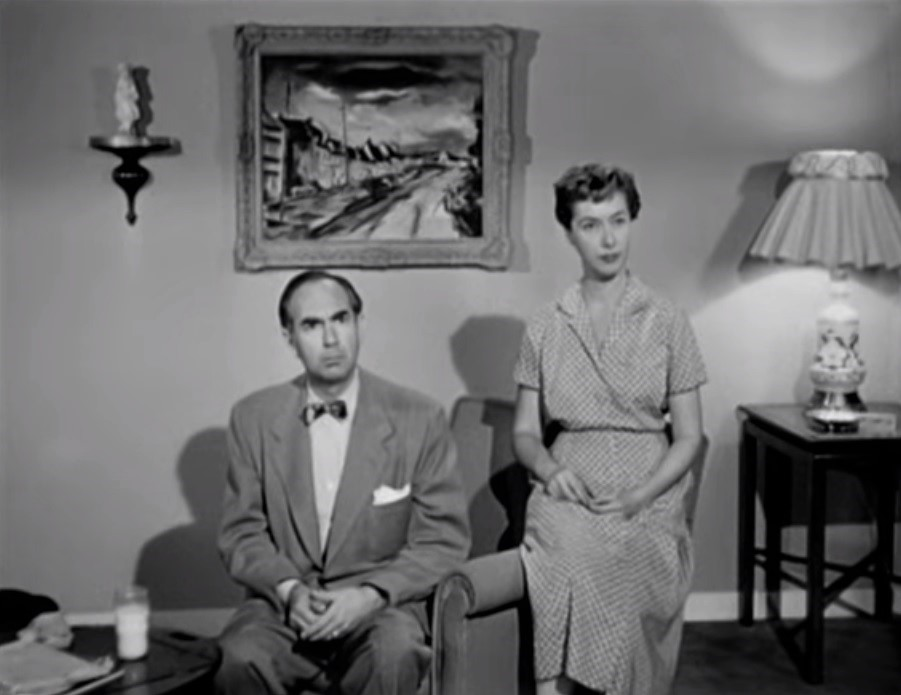
Avec June Travis, dans La Star (1952)

- 1950 : L'Esclave du gang (The Damned Don't Cry) de Vincent Sherman : Vito Maggio
- 1950 : La Bonne Combine (Mister 880) d'Edmund Goulding : Carny Barker
- 1950 : Maman est à la page (Let's Dance) de Norman Z. McLeod : Virgil, le vendeur ambulant
- 1950 : Mrs. O'Malley and Mr. Malone de Norman Taurog : le journaliste à la pipe
- 1951 : Vénus en uniforme (Three Guys Named Mike) de Charles Walters : M. Kirk
- 1951 : Bedtime for Bonzo de Frederick de Cordova : Lieutenant Daggett
- 1951 : Échec au hold-up (Appointment with Danger) de Lewis Allen : le policier Joe
- 1951 : Racket (The Racket) de John Cromwell : le gérant du Paradise Club
- 1951 : Discrétion assurée (No Questions Asked) d'Harold F. Kress : Joe
- 1952 : La Star (The Star) de Stuart Heisler : Roy
- 1952 : La Sarabande des pantins (O. Henry's Full House), film à sketches, segment The Clarion Call d'Henry Hathaway : un joueur de poker
- 1952 : Pour vous, mon amour (Just for You) d'Elliott Nugent : George, le chauffeur de Jordan
- 1953 : Tous en scène (The Band Wagon) de Vincente Minnelli : un passager du train
- 1953 : Mon grand (So Big) de Robert Wise : un patron
- 1953 : Les Yeux de ma mie (Walking My Baby Back Home) de Lloyd Bacon : un chauffeur de taxi
- 1953 : La Roulotte du plaisir (The Long, Long Trailer) de Vincente Minnelli : un vendeur de roulottes
- 1954 : Suzanne découche (Susan Slept Here) de Frank Tashlin : Sergent Sam Hanlon
- 1954 : Vingt Mille Lieues sous les mers (20,000 Leagues Under the Sea) de Richard Fleischer : le journaliste du Globe
- 1954 : Noël blanc (White Christmas) de Michael Curtiz : Novello, gérant de club
- 1955 : Pour que vivent les hommes (Not as a Stranger) de Stanley Kramer : Lou, le vendeur en pharmacie
- 1955 : Colère noire (Hell on Frisco Bay) de Frank Tuttle : Phil, le patron du café
- 1955 : Beau fixe sur New York (It's Always Fair Weather) de Stanley Donen et Gene Kelly :  Nashby
- 1955 : Le Tigre du ciel (The McConnell Story) de Gordon Douglas : un chauffeur de camion
- 1955 : La Peur au ventre (I Died a Thousand Times) de Stuart Heisler : Art
- 1955 : Bonjour Miss Dove (Good Morning Miss Dove) d'Henry Koster : Sergent Mitchell
- 1956 : L'Impudique (Hilda Crane) de Philip Dunne : une voix à la télévision
- 1956 : L'Extravagante Héritière (You Can't Run Away from It) de Dick Powell : un détective
- 1956 : Three for Jamie Dawn de Thomas Carr : M. Robbins
- 1956 : La Blonde et moi (The Girl Can't Help It) de Frank Tashlin : un barman
- 1956 : Passé perdu (These Wilder Years) de Roy Rowland : un policier
- 1956 : Un cri dans la nuit (A Cry in the Night) de Frank Tuttle : Sergent Jensen
- 1957 : Une poignée de neige (A Hatfull of Rain) de Fred Zinnemann : un homme dans l'ascenseur
- 1957 : Rendez-vous avec une ombre (The Midnight Story) de Joseph Pevney : Charlie Cuneo
- 1957 : Pour elle un seul homme (The Helen Morgan Story) de Michael Curtiz : Jim Finney
- 1957 : La Sanglante Embuscade (Gunsight Ridge) de Francis D. Lyon : R. B. Davis
- 1958 : The Cry Baby Killer de Jus Addiss : John Lawson
- 1958 : Traquenard (Party Girl) de Nicholas Ray : le journaliste à la radio (voix)
- 1958 : Trafiquants d'armes à Cuba (The Gun Runners) de Don Siegel : Freddy
- 1959 : Les Pillards de la prairie (Plunderers of Painted Flats) d'Albert C. Gannaway (en) : M. Perry

#### Années 1960
- 1960 : La Tête à l'envers (Tail Story) de Joshua Logan : un homme sur la banquette arrière
- 1960 : L'Homme à la peau de serpent (The Fugitive Kind) de Sidney Lumet : un joueur au Caliope (voix)
- 1960 : Un numéro du tonnerre (Bells Are Ringing) de Vincente Minnelli : Barney Lampwick
- 1961 : Le Zinzin d'Hollywood (The Errand Boy) de Jerry Lewis : un fumeur de cigare dans l'ascenseur
- 1962 : L'École des jeunes mariés (Period of Adjustment) de George Roy Hill : un chanteur de Noël
- 1962 : Gypsy, Vénus de Broadway (Gypsy) de Mervyn LeRoy : un annonceur au Minsky's (voix)
- 1964 : La Reine du Colorado (The Unsinkable Molly Brown) de Charles Walters : l'annonceur de la tournée à Denver
- 1964 : Ne m'envoyez pas de fleurs (Send Me No Flowers) de Norman Jewison : un annonceur à la télévision (voix)
- 1965 : Chambre à part (That Funny Feeling) de Richard Thorpe : le chauffeur de taxi
- 1968 : Un amour de Coccinelle (The Love Bug) de Robert Stevenson : le policier sur le pont
- 1968 : Le Fantôme de Barbe-Noire (Blackbeard's Ghost) de Robert Stevenson : Danny Oly

#### Années 1970
- 1970 : Ya, ya, mon général ! (Which Way to the Front?) de Jerry Lewis : un major
- 1971 : Tueur malgré lui (Support Your Local Gunfighter) de Burt Kennedy : Fat
- 1971 : Un singulier directeur (The Barefoot Executive) de Robert Butler : un pompier
- 1972 : Cancel My Reservation de Paul Bogart : Roscoe Snagby
- 1973 : Le Petit Monde de Charlotte (Charlotte's Web) de Charles A. Nichols et Iwao Takamoto (animation) : Lurvey (voix)
- 1974 : Benji de Joe Camp : Lieutenant Samuels
- 1974 : Le Nouvel Amour de Coccinelle (Herbie Rides Again) de Robert Stevenson : le laveur de vitres
- 1976 : Un candidat au poil (The Shaggy D. A.) de Robert Stevenson : le patron du bar

#### Années 1980
- 1980 : Y a-t-il un pilote dans l'avion ? (Airplane!) de Jim Abrahams, David et Jerry Zucker : un journaliste
- 1981 : First Monday in October de Ronald Neame : le juge Ambrose Quincy
- 1987 : Cheeseburger film sandwich (Amazon Women on the Moon), film à sketches, segment Reckless Youth de Joe Dante : l'agent

### Télévision

#### Séries
Années 1950

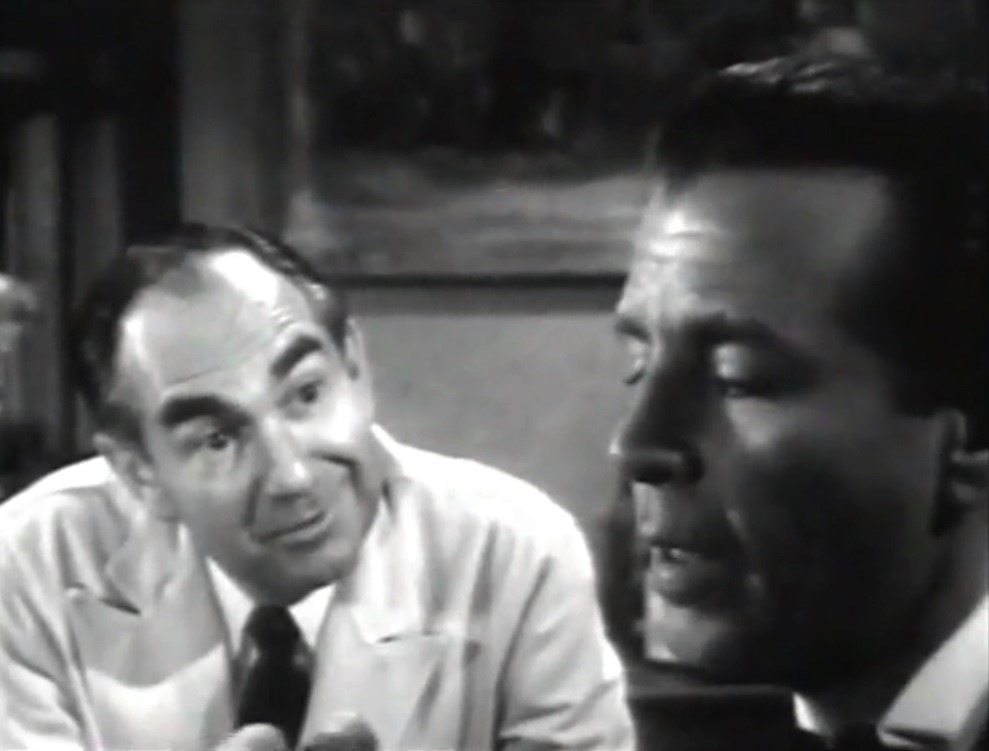
Avec Dick Powell (à d.), dans la série Four Star Playhouse, épisode The Squeeze (1953)

- 1952-1956 : Four Star Playhouse, 14 épisodes : rôles divers (dont le barman Monte)
- 1952-1958 : Les Aventures de Superman (The Adventures of Superman)
  - Saison 1, épisode 11 No Holds Barred (1952) de Lee Sholem : Mortimer Murray
  - Saison 2, épisode 22 Jimmy Olsen, Boy Editor (1954) de Thomas Carr : Legs Lemmy
  - Saison 3, épisode 4 Superman Week (1955) d'Harry Gerstad : Cy Horton
  - Saison 4, épisode 10 Blackmail (1956) d'Harry Gerstad : Arnold Woodman
  - Saison 5, épisode 12 Mr. Zero (1957) d'Harry Gerstad : Georgie Gleap
  - Saison 6, épisode 7 The Big Forget de George Blair et Howard Bretherton : Mugsy Maple
- 1952-1959 : Badge 714 (Dragnet) (épisodes réalisés par Jack Webb)
  - Saison 2, épisode 4 The Big Seventeen (1952 : Jocko Harris), épisode 8 The Big Cop (1953), épisode 14 The Big Hate (1953 : Henry Miller) et épisode 20 The Big Light (1953 : Sam Phillips)
  - Saison 3, épisode 17 The Big Little Jesus (1953 : un employé de bureau), épisode 26 The Big Quack (1954 : Pete Eigen) et épisode 34 The Big Frame (1954 : Eugene Murray)
  - Saison 4, épisode 6 The Big Kid (1954 : Dale Eggers) et épisode 31 The Big Mask (1955 : Leonard Clark)
  - Saison 7, épisode 27 The Big Wardrobe (1958) : Harry Venner
  - Saison 8, épisode 33 The Big Bray (1959)
- 1954 : Topper, saison 2, épisode 7 Topper Goes to Washington de Leslie Goodwins : Fenster
- 1954 -1957 : Schlitz Playhouse of Stars
  - Saison 3, épisode 25 The Jungle Trap (1954 : Walt Carter) de Jus Addiss et épisode 54 Wild Call (1955 : Hendricks) de Roy Kellino
  - Saison 5, épisode 50 The Press Agent (1956) de Sheldon Leonard
  - Saison 6, épisode 10 Once Upon a Crime (1956) de Don Weis et épisode 28 Clothes Make the Man (1957 : Jason) de Don Weis
- 1955 : Papa a raison (Father Knows Best), saison 2, épisode 10 Father Is a Done de William D. Russell : George
- 1955 : Le Choix de... (Screen Directors Playhouse), saison unique, épisode 6 The Life of Vernon Hathaway de Norman Z. McLeod : l'étranger avec mille dollars
- 1956 : Alfred Hitchcock présente (Alfred Hitchcock Presents), saison 2, épisode 7 Alibi Me : un journaliste
- 1957 : Circus Boy, saison 1, épisode 35 The Gentle Giant de George Archainbaud : Gaabby McCullough
- 1958 : Monsieur et Madame détective (The Thin Man), saison 1, épisode 18 Unlucky Lucky Number de Don Weis : Frank, le photographe
- 1958 : Les Aventuriers du Far West (Death Valley Days), saison 6, épisode 17 Auto Intoxication (le vendeur) de Stuart E. McGowan et épisode 20 The Great Amulet (l'éditeur) de Stuart E. McGowan
- 1958 : Rintintin (The Adventures of Rin Tin Tin), saison 5, épisode 6 The Cloudbusters de William Beaudine : le professeur Wirt
- 1958-1960 : Perry Mason
  - Saison 1, épisode 19 The Case of the Haunted Husband (1958) de Lewis Allen : Charlie, le barmman
  - Saison 3, épisode 23 The Case of the Slandered Submarine (1960) d'Arthur Marks : Ernest Pritchard
- 1959 : Au nom de la loi (Wanted: Dead or Alive), saison 1, épisode 18 Justice sommaire (Rope Law) de Thomas Carr : le barman
- 1959 : Les Incorruptibles (The Untouchables), saison 1, épisode 3 Le Meurtre de Jake Lingle (The Jake Lingle Killing) de Tay Garnett : Jake Lingle

Années 1960

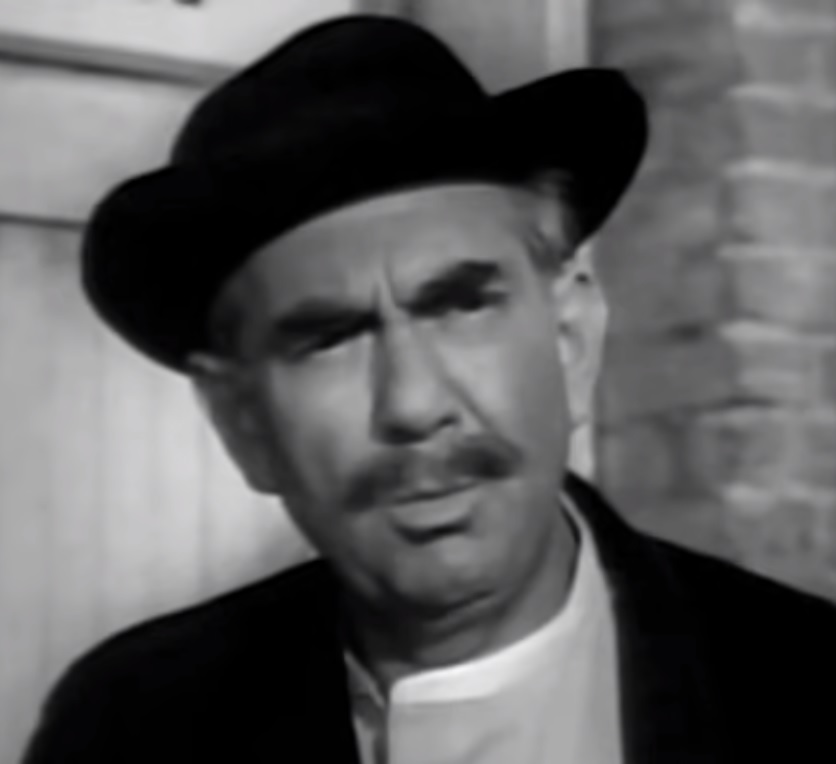
Dans la série One Step Beyond,
épisode Tremblement de terre (1960)

- 1960 : One Step Beyond, saison 2, épisode 17 Tremblement de terre (Earthquake) de John Newland : le commerçant ambulant
- 1960 : Peter Gunn, saison 3, épisode 10 Take Five for Murder de Paul Stanley : Ben Keller
- 1960-1961 : Dobie Gillis (The Many Loves of Dobie Gillis)
  - Saison 1, épisode 35 The Unregistered Nurse (1960) de H. Bruce Humberstone : un policier
  - Saison 2, épisode 35 Take Me to Your Leader (1961) de Rodney Amateau : le chef de la police Rosenbloom
- 1960-1962 : Maverick
  - Saison 4, épisode 2 Hadley's Hunters (1960 : Pender) de Leslie H. Martinson et épisode 14 the Bold Fenian Men (1960 : Ed Cramer) d'Irving J. Moore
  - Saison 5, épisode 3 The Golden Fleecing (1961 : M. Butler) d'Irving J. Moore et épisode 10 Marshal Maverick (1962 : Elkins) de Sidney Salkow
- 1960-1967 : Bonanza
  - Saison 1, épisode 28 San Francisco
- 1961 : Échec et Mat (Checkmate), saison 1, épisode 22 Phantom Lover d'Herschel Daugherty : Herb, le barman
- 1961 : Laramie, saison 3, épisode 10 Handful of Fire de Joseph Kane : Sergent Wells
- 1961-1962 : 77 Sunset Strip
  - Saison 3, épisode 23 Strange Bedfellows (1961) : Augie
  - Saison 4, épisode 24 Twice Dead (1962) : un photographe
- 1962 : Les Pierrafeu (The Flintstones), série d'animation de William Hanna et Joseph Barbera)
  - Saison 2, épisode 27 La Lettre de démission (The Mailman Cometh) et épisode 30 Le Kleptomane (Kleptomaniac Caper) : un policier (voix)
  - Saison 3, épisode 2 Fred prend du galon (Fred's New Boss) : un policier (voix)
- 1962-1963 : Monsieur Ed, le cheval qui parle (Mister Ed)
  - Saison 2, épisode 16 Horse Wash (1962) d'Arthur Lubin : Joe Burke
  - Saison 4, épisode 9 Taller Than She (1963) d'Arthur Lubin : le postier
- 1963 : Le Virginien (The Virginian)
  - Saison 1, épisode 16 The Exiles de Bernard Girard : Drummer
  - Saison 2, épisode 2 To Make This Place Remember de Robert Ellis Miller : Arthur Wyman
- 1963 : Adèle (Hazel), saison 3, épisode 2 An Example for Hazel de William D. Russell : Mickey
- 1963-1966 : Sur le pont, la marine ! (McHale's Navy)
  - Saison 1, épisode 28 Portrait of a Peerless Leader (1963) de Sidney Lanfield : Capitaine Wilson
  - Saison 2, épisode 17 A Medal for Parker (1964) de Sidney Lanfield : le congressiste Fogelson
  - Saison 4, épisode 26 Who Was That German I Saw You With? (1966) : Pete Morgan
- 1963-1966 : L'Extravagante Lucy (The Lucy Show)
  - Saison 1, épisode 28 Lucy and the Little League (1963) de Jack Donohue : Dr Jacoby
  - Saison 2, épisode 3 Lucy and Viv Play Softball (1963) de Jack Donohue : Umpire
  - Saison 3, épisode 14 Lucy and the Missing Stamp (1964) de Jack Donohue : le postier
  - Saison 4, épisode 6 Lucy and the Countess Have a Horse Guest (1965 : The Vet) et épisode 26 Lucy, the Superwoman (1966 : M. Vigran)
  - Saison 5, épisode 9 Lucy Gets Caught Up in the Draft (1966) : le docteur
- 1964 : Le Fugitif (The Fugitive), saison 2, épisode 3 Escape into Black de Jerry Hopper : Marty
- 1965 : L'Île aux naufragés (Gilligan's Island), saison 1, épisode 17 Little Island, Big Gun d'Abner Biberman : Lucky (voix)
- 1966-1972 : Ma sorcière bien-aimée (Bewitched)
  - Saison 2, épisode 21 Le Champion (Fastest Gun on Madison Avenue, 1966) de William Asher : Sam, le barman
  - Saison 7, épisode 22 L'homme descent du singe (Darrin Goes Ape, 1971) : le sergent
  - Saison 8, épisodes 21 et 22 George Washington, 1re et 2e parties (George Washington Zapped Here, Parts I & II, 1972) et épisode 25 Pour un bâton de cannelle (Samantha's Witchcraft Blows a Fuse, 1972) : le sergent
- 1967 : Jinny de mes rêves (I Dream of Jeannie), saison 2, épisode 18 La Contravention (You Can't Arrest Me, I Don't Have a Driver's License) d'Hal Cooper : le juge Hennessey
- 1968 : Les Aventures imaginaires de Huckleberry Finn (The New Adventures of Huckleberry Finn), saison unique, épisode 4 The Little People (animation en partie) : Bud (voix)
- 1968 : La Nouvelle Équipe (The Mod Squad), saison 1, épisode 8 La Rançon de la haine (The Price of Terror) d'Earl Bellamy : le docteur
- 1968-1969 : Les Aventures de Gulliver (The Adventures of Gulliver) , saison unique, treize épisodes (animation) : Glum (voix)
- 1969 : Le Monde merveilleux de Disney (The Wonderful World of Disney ou Disneyland), saison 16, épisode 2 My Dog, the Thief, Part I de Robert Stevenson : le mécanicien d'hélicpotère
- 1969 : Hawaï police d'État (Hawaii Five-0), saison 2, épisode 4 L'Ours en peluche (Just Lucky, I Guess) de Nicholas Colasanto : Willie
- 1969 : Doris Day comédie (The Doris Day Show), saison 2, épisode 12 You're as Old as You Feel de Lawrence Dobkin : Dr Crawford

Années 1970
- 1970-1975 : Gunsmoke ou Police des plaines (Gunsmoke ou Marshal Dillon)
  - Saison 16, épisode 11 The Witness (1970) de Philip Leacock : le juge Brooker
  - Saison 17, épisode 9 Lijah (1971) d'Irving J. Moore, épisode 15 P.S. Murry Christmas (1971), épisode 16 No Tomorrow (1972) d'Irving J. Moore, épisode 19 One for the Road (1972) de Bernard McEveety et épisode 23 Alias Festus Haggen (1972) de Vincent McEveety : le juge Brooker
  - Saison 18, épisode 19 A Quiet Day in Dodge (1973) d'Alf Kjellin : le juge Brooker
  - Saison 19, épisode 9 A Game of Death… An Act of Love, Part III (1973) de Gunnar Hellström, épisode 13 The Deadly Innocent (1973) de Bernard McEveety et épisode 23 To Ride a Yeller Horse (1974) de Vincent McEveety : le juge Brooker
  - Saison 20, épisode 17 The Fires of Ignorance (1975) de Victor French : le juge Brooker
- 1971 : Ah ! Quelle famille (The Smith Family), saison 1, épisode 7 Strangers, Part II d'Herschel Daugherty : le prêteur sur gages
- 1971-1973 : Auto-patrouille (Adam-12)
  - Saison 3, épisode 17 Log 66: The Vandals (1971) d'Oscar Rudolph : un vendeur
  - Saison 5, épisode 2 The late Baby (1972) de Lawrence Dobkin : Gus Archer
  - Saison 6, épisode 13 Southwest Division (1973) : sam Conrad
- 1973 : La Famille Addams (The Addams Family), saison unique, épisode 1 The Addams Family in New York et épisode 2 Left in the Lurch (animation) : voix additionnelle
- 1974 : Les Rues de San Francisco (The Streets of San Francisco), saison 3, épisode 6 Une chance de vivre (One Chance to Live) de Seymour Robbie : Max
- 1974 : Dossiers brûlants (Kolchak: The Night Stalker), saison unique, épisode 11 Le Vertige (Horror in the Heights) : Sol Goldstein
- 1979 : Drôles de dames (Charlie's Angels), saison 3, épisode 14 Les Vacances des drôles de dames (Angels on Vacation) de Don Weis : Joe Weatherby
- 1979 : Taxi, saison 1, épisode 14 Mamie tacot (Sugar Mama) de James Burrows : Weldon Manning

Années 1980
- 1980 : Côte Ouest (Knots Landing), saison 1, épisode 5 Le Cercle brisé (Will the Circle Be Unbroken) de David Moessinger : le chauffeur de taxi
- 1980 : Galactica 1980, saison unique, épisode 8 Les Cylons arrivent, 2e partie (The Night the Cylons Landed, Part II) : Pop
- 1982 : Dallas, saison 5, épisode 19 L'Adoption (Adoption) de Larry Hagman : le juge Thornby
- 1982-1983 : Shirt Tales, saisons 1 et 2, 23 épisodes (intégrale) (animation) : M. Dinkle (voix)
- 1985 : The Jeffersons, saison 11, épisode 16 Hail to the Chief d'Oz Scott : M. Pelham
- 1985 : Les Enquêtes de Remington Steele (Remington Steele), saison 3, épisode 21 Le privé se piège (Steele Trying) : Seymour Glass / Fred Melneck

#### Téléfilms
- 1956 : Alarm de William F. Claxton : Sammy Fox
- 1966 : Jan & Dean: On the Run de William Asher : Harry
- 1971 : Inside O.U.T. de Reza Badiyi : Harry
- 1975 : Babe de Buzz Kulik : Heckler
- 1976 : The Loneliest Runner (en) de Michael Landon : un garde
- 1977 : Cellule des condamnés (Kill Me If You Can) de Buzz Kulik : Hart, le président du jury
- 1982 : Mari par correspondance (en) (I Was a Mail Order Bride) de Marvin J. Chomsky : Casey

## Note et référence
1. ↑  Cette pièce est adaptée au cinéma en 1938 sous le même titre original (titre français : Vacances payées).